# جوزف فرانکلین رادرفورد
 جوزف فرانکلین رادرفورد (انگلیسی: Joseph Franklin Rutherford؛ ۸ نوامبر ۱۸۶۹ – ۸ ژانویهٔ ۱۹۴۲) یک وکیل و قاضی اهل ایالات متحده آمریکا بود.